# New Future City Radio
New Future City Radio ist ein Jazzalbum von Damon Locks und Rob Mazurek. Die wohl um 2022 entstandenen Aufnahmen erschienen am 28. Juli 2023 auf International Anthem.

## Hintergrund
New Future City Radio ist die erste Duo-Zusammenarbeit der langjährigen musikalischen Partner Damon Locks und Rob Mazurek. In einer 40-minütigen Suite mit 18 Titeln, die wie ein Boombox-Mixtape läuft, reflektieren die beiden Multimedia-Künstler über Gemeinschaft, Transformation und die Zukunft für die Menschheit im programmatischen Format eines Piratensenders nach.
Die beiden Künstler haben in der Chicagoer Musikszene seit den späten 1990er/Anfang 2000er-Jahre zusammengearbeitet, wo Locks als Leadsänger mehrerer von der Kritik gefeierter Alben des Exploding Star Orchestra mitwirkte, die von Mazurek komponiert/produziert und von International Anthem (IARC) in den Jahren 2020 (Dimensional Stardust) und 2023 (Lightning Dreamers) veröffentlicht wurden. In den letzten Jahren hat sich Locks auch Anerkennung durch sein Gospel-/Jazz-Projekt Black Monument Ensemble (BME) erworben, mit dem er zwei Alben auf IARC veröffentlicht hatte (Where Future Unfolds, 2019 und Now, 2021). Bei New Future City Radio schaffen die Künstler eine Mischung aus den Klängen dieser beiden Projekte, wobei Locks‘ Sampling-basierte Soundcollage im BME-Stil kompositorische Grundlagen unter der charakteristischen Orson-Welles-ähnlichen Vokaldarbietung schafft, die er durch seine Arbeit mit dem Exploding Sound Orchestra Mazureks entwickelt hat, neben Roland SP-Schnörkeln und Blechbläserimprovisationen von Mazurek.
Weitere Musiker sind Mauricio Takara (elektronische Percussion, Percussion in „The Beat“ und „Flitting Splits Reverb Adage“), Roberto Carlos Lange (alias Helado Negro, Stimme in „Flitting Splits Reverb Adage“) und Brandi Augustus (Gesang in „New Future“). Die Ansager sind Rosetta Carr („The Sun Returns“), Andres Hernandez („The Concord Hour“), Alain „Fusion“ Clapham („10mins Past the Hour“) und Brenda Hernandez in „Las Niñas estan sscuchando (The Children Are Listening)“.
Das Album hat die Form eines Mixtapes, das während einer nicht näher bezeichneten Krise im Rundfunk aufgenommen wurde und komplette Songs mit Ausschnitten von Beat-Tracks und DJ-Voiceovers gegenüberstellt, notierte Matthew Blackwell. Seine Sprecher gehen mit kühler, professioneller Distanz auf den Zusammenbruch der Gesellschaft ein. In einer Vignette können Zuhörer Theaterkarten gewinnen, indem sie die Frage beantworten: „Was passiert, wenn wir den Dingen einfach ihren Lauf lassen?“ Das Thema einer Call-in-Talkshow ist „El edificio está en llamas.“ „Dejaremos que se queme?“ („Das Gebäude brennt. Werden wir es brennen lassen?“) Trotz drohender Katastrophe ist die Musik des Duos trotzig optimistisch. Auf der Lead-Single „Yes!“ beschreibt Locks die Mächte der Dunkelheit, die sich gegen die Menschheit aufstellen, nur um seinen Plan vorzustellen: „Sie fragen mich, ob ich mich in einen riesigen Roboter verwandeln und dieses schwarze Loch verschlingen und das gesamte Universum befreien kann?/Meine Antwort an Sie ist: ‚Ja.‘ '“

## Titelliste
- Damon Locks & Rob Mazurek: New Future City Radio (International Anthem)[2]

1. 5-4-3-2-1
2. Yes!
3. The Sun Returns
4. Breeze of Time
5. Your Name Gonna Ring the Bell
6. New Future
7. Droids!
8. The Concord Hour
9. Future City
10. 10mins Past the Hour
11. Support the Youth (With Sound)
12. The Beat
13. Las Niñas estan escuchando (The Children Are Listening)
14. Flitting Splits Reverb Adage
15. Twilight Shimmer
16. Suspense in the Grip of Suspense
17. Polaris Radio
18. Drop

Die Kompositionen stammen von Damon Locks und Rob Mazurek.

## Rezeption

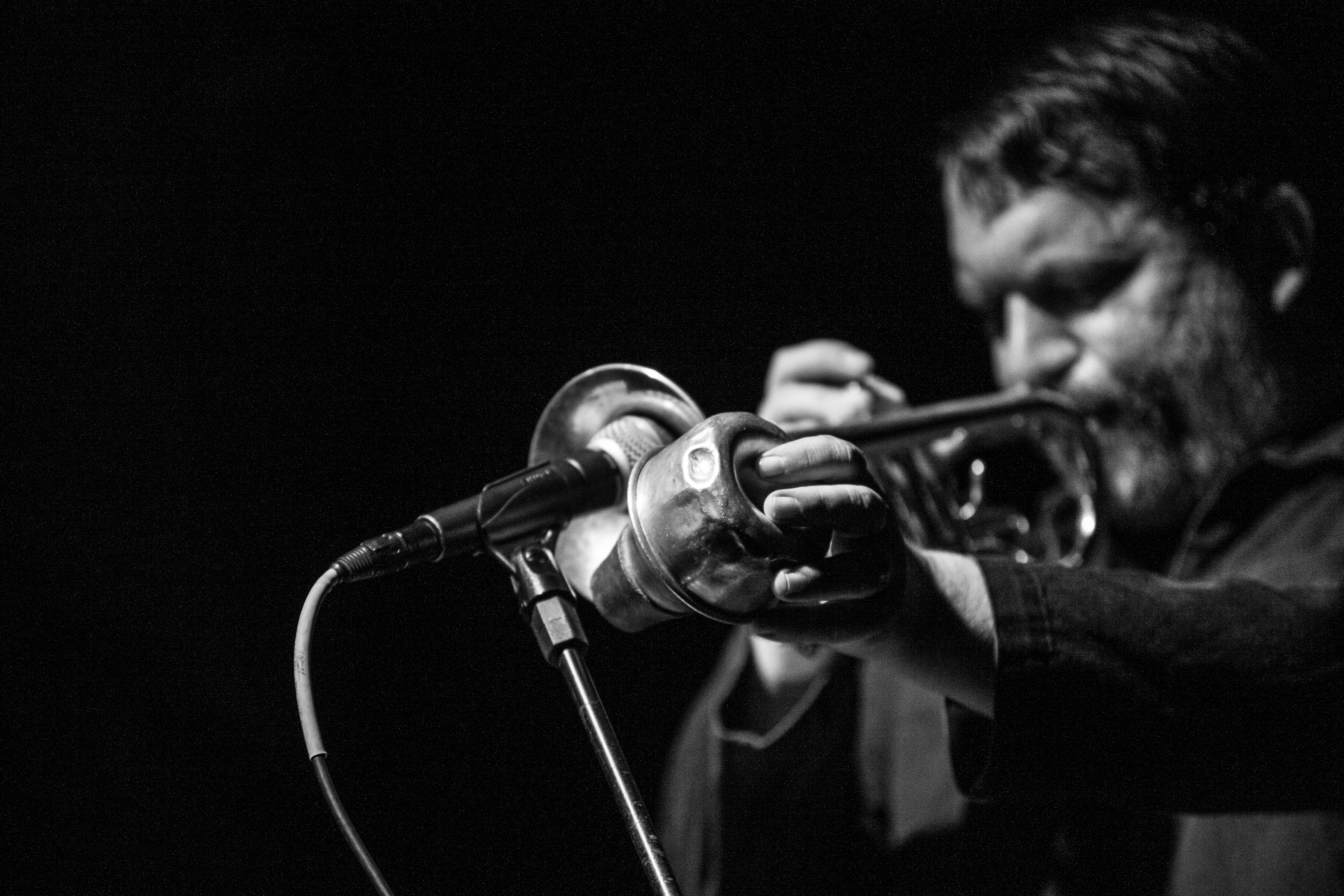
Rob Mazurek (2013)

Als erstes Duo-Projekt von Locks und Mazurek würde New Future City Radio genau in das Milieu von International Anthem passen, indem es Sample-basierte Electronica mit improvisatorischem Jazz verbinde und afrofuturistische Themen der afroamerikanischen Befreiung und des revolutionären Geistes adaptiere, urteilt Matthew Blackwell (Pitchfork Media). Wie ihre Labelkollegen Angel Bat Dawid und Irreversible Entanglements hätten sie einen klaren Blick auf den Zustand der Welt, bestünden aber auf dem Potenzial für Veränderungen.
Die Illusion eines Piratensenders würde dieses Album voller Ideen beflügeln und gleichzeitig begrenzen, meint Blackwell Eiter (ebenfalls in Pitchfork Media). Seine Themen trügen dazu bei, dass schnelle Richtungswechsel kohärent klängen, aber vollständig ausgearbeitete Tracks unbeholfen in einer halsbrecherischen Drehung über der Radio-Skala lägen. Brillante Schnipsel wie das feierliche Reggae-getriebene „New Future“ verlangten nach Weiterentwicklung. Zwar nehme „Twilight Shimmer“ mit einer Länge von zehn Minuten ein ganzes Viertel der Laufzeit ein, gleite aber lediglich hübsch entlang eines trägen Flusses aus Vogelgezwitscher und trägen Bläserlinien. Dies führe zu einem ungleichmäßigen Hörerlebnis. Aber wenn Locks und Mazurek die richtige Frequenz treffen, zeige New Future City Radio neue Möglichkeiten auf.
Ausgestattet mit der eigenwilligen Vorliebe von Locks für collagenhafte Interpolationen und Mazureks betörenden Elektro-Grooves liefere das Chicagoer Duo ein bombastisches Album ab, das ein unbestreitbar stimmungsvolles Klangerlebnis biete, schrieb Ikenna Offor im Narc Magazine. New Future City Radio sei vollgepackt mit geschmeidigen Klangbetten, atemberaubenden Schnörkeln, das mit seiner unauslöschlich atemberaubenden klanglichen Formbarkeit die Erwartungen des Genres geschickt untergrabe, anstatt sie als unveränderliche Formeln mit Bravour zu behandeln. Zwar seien die experimentelleren Momente vielleicht nicht für jeden Geschmack geeignet, aber es gebe mehr als genug, um echte Fans immer wieder ins Staunen zu versetzen.
New Future City Radio sei eine „hyperaktive Suite“, urteilte Olaf Maikopf in seiner Besprechung des Albums bei Jazz thing. In ihr verbänden Locks und Mazurek Konzepte ihrer bekannten Projekte „zu einer Art Soundcollage aus Bläserimprovisationen, Keyboardatmosphären samt rückwärts laufenden Spuren und vielen Samples“. Zusammengehalten werde das Album durch eine an Orson Welles erinnernde Erzählstimme. Rhythmisch werde insbesondere mit Beat-Artefakten „die ganze Bandbreite des HipHop der 1980er bis jetzt“ abgedeckt. Ähnliches habe man zwar schon in Ansätzen von DJ Spooky oder DJ Krush gehört. Doch auf New Future City Radio „pulsiert das alles noch abstrakter, wird zum spannungsreichen Soundtrack des 21. Jahrhunderts.“